# 李英浩
李英浩（韓語：리영호，1942年10月5日—?），朝鲜政治人物，前朝鲜劳动党中央政治局常委、朝鲜劳动党中央军事委员会副委员长、朝鲜人民军总参谋长，拥有次帅军衔。

## 生平

### 早年
李英浩出生于江原道通川郡，毕业于金日成军事综合大学，1959年入伍。

### 仕途
李英浩曾担任过总参谋部作战局副局长、副总参谋长、训练所所长、平壤防卫司令等职。2002年晉升為中將，2009年2月晋升为大将，并被任命为朝鲜人民军总参谋长。2010年9月27日，晋升为次帅。翌日，在朝鲜劳动党代表会议上，被选举为中央政治局常委、中央军事委员会副委员长。
2011年朝鲜最高领导人金正日去世後，擔任中央軍委副委員長兼人民軍總參謀長的李英浩出席了金正日靈車繞行平壤的行列，他是七位扶靈高官之一。在金正日靈車駛抵平壤錦繡山紀念宮時，內定接班人金正恩站在靈車右前方，李站在靈車的左前方。金正恩的領導地位正式被確立後，在此同時出現了以朝鮮國防委員會副委員長暨金正日妹婿張成澤、輕工業部長金敬姬，以及李英浩等人組成的「輔佐團隊」，被外界視為穩固金正恩統治初期局勢的關鍵人物。

### 解职
2012年7月15日，朝鲜劳动党中央政治局召开会议决定，以健康问题为由，解除李英浩一切职务。
对于李英浩被解职的原因，韩国媒体称，金正恩巡视坦克部队时，发现李英浩将营养不良的衰弱军人隔离，犯下“瞒骗领导人”不忠的罪行，才导致李英浩下台。香港《明报》报道，可能与李英浩16岁孙女的无心之言“我的祖父只要一旦下定决心，朝鲜今天就可以开戰”，“我祖父说的话，金正恩大将军都听”等传入张成泽耳中，张成泽认为李英浩功高震主向金正恩打报告有关。朝鮮內部人士表示，金正恩以及张成泽将取消军方对军队附属企业的领导权，原先附属于军队的企业将由劳动党及政府机关任命的专门委员会管理。而李英浩正是因为反对此项削弱军方地位的改革而遭金正恩解职。
2012年7月20日，根据媒體报道，韩国政府获得情报称，李英浩被解职隔离时发生了流血事件，造成20多人死亡，李英浩在交战过程中可能负伤或死亡。

### 定性
2012年11月25日，据韩联社援引日本《每日新闻》报道，朝鲜劳动党10月将當年7月被解除人民军总参谋长职务的李英浩定性为反党、反革命分子。
报道指出，劳动党从10月开始针对普通居民对李英浩被解除职务的原因进行说明，揭露了他在军队内部搞军阀主义、拉帮结派，而其夫人则涉嫌毒品交易的内幕。《每日新闻》分析说，朝鲜在解除李英浩职务三个月后才宣布他是被“肃清”，这是因为解决围绕他被撤职而出现的变数和内部对峙花了较长时间。
2016年6月5日，NHK播放了劳动党组织部（组织领导部）秘密文件为基础做的纪录片，称李英浩“在未经金正恩批准的情况下私自调动参加（军事）游行的军队，因而被肃清”。 “某一部队人员慑于反党反革命分子李英浩的职权，明知他的要求违背敬爱的最高司令官同志的思想和意图”。